# Harvey Cushing

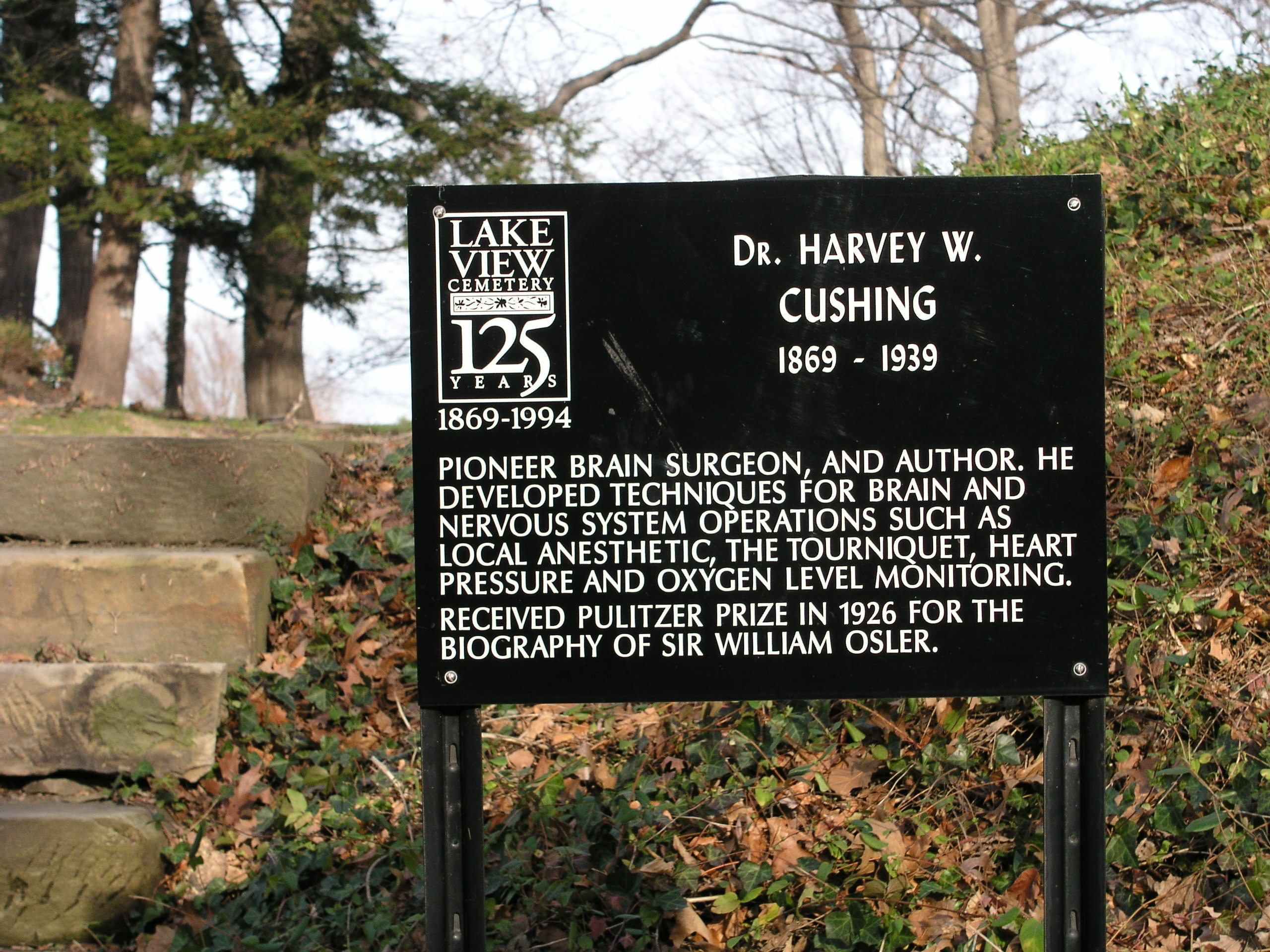
Cartell amb breu ressenya històrica de la seva vida al Cementiri de Lake View.

Harvey Williams Cushing (Cleveland (Ohio), 8 d'abril del 1869 - New Haven, Connecticut, 7 d'octubre del 1939) va ser un metge  nord-americà, instaurador de la neurocirurgia com a tècnica quirúrgica, que va desenvolupar des de la base. Va realitzar interessants aportacions en la descripció dels sistemes de coordinació orgànica, fisiologia renal i observació de la hipòfisi. A més va descriure la síndrome de Cushing el 1932.